# Метод чергування Шварца
У математиці метод чергування Шварца або процес чергування - це ітеративний метод, запроваджений у 1869-1870 рр. Германом Шварцом у теорії конформного відображення . При даних двох площинах,що накладаючись утворюються деяку складну площину, у кожній з яких можна було вирішити задачу Діріхле, Шварц описав ітеративний метод розв’язання задачі Діріхле в їх об'єднанні за умови, що їх перетин відповідає певному ряду вимог. Це був один із декількох методі побудови конформного відображення, розроблений Шварцом як внесок у задачу уніфікації, поставлену Ріманом у 1850-х роках і вперше точно розв'язати дану задачу змогли Кобі та Пуанкаре в 1907 році. Розв'язок містив схему для уніфікації об'єднання двох регіонів,якщо відомо, як уніфікувати кожну з них окремо, за умови, що їх перетин був топологічно диском або кільцем. З 1870 року Карл Нойман також сприяв цій теорії. 
У 1950-х роках метод Шварца був узагальнений в теорії часткових диференціальних рівнянь до ітеративного методу пошуку розв'язку для  еліптичної крайової задачі на області, яка є об'єднанням двох площин, що перекриваються. Він включає вирішення крайової задачі на кожному з двох окремих об'єктів (площин) по черзі, при цьому останні отриманні значення кожної ітерації стають граничними умовами для наступної. Він використовується в чисельному аналізі під назвою мультиплікативний метод Шварца (на противагу адитивному методу Шварца ) як метод декомпозиції задачі . 

## Історія

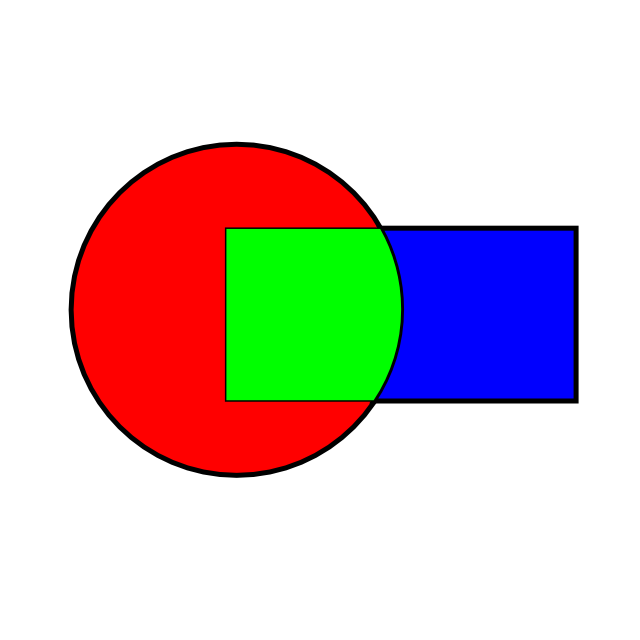
Оригінальний логотип DDM: представлення проблеми, розглянутої Х.А. Шварцом у 1870 році. Синій прямокутник спочатку був квадратним

Вперше ця задача була сформульований Г. А. Шварцом  і вона ж послужила теоретичним інструментом для наближення до загального розв'язку еліптичних часткових диференціальних рівнянь другого порядку,сам розв'язок було вперше доведено значно пізніше, у 1951 році, Соломоном Міхліном . 

## Алгоритм
Оригінальна задача, яку розглядав Шварц, була задача Діріхле (з рівнянням Лапласа ) щодо області, що складається з кола і частково накладається із квадратом. Щоб вирішити задачу Діріхле на одному з двох об'єктів (квадрат або коло), значення рішення має бути відоме на кордоні : оскільки частина межі міститься в іншому об'єкті, задачу Діріхле необхідно вирішити спільно на двох одночасно. Через це введено ітеративний алгоритм: 
1. Зробити першу спробу вгадати розв’язок на дузі кола, яка міститься у квадраті
2. Розв'язати задачу Діріхле на колі
3. Використати рішення в (2) для наближення розв’язку на межі квадрата
4. Розв’язати задачу Діріхле на квадраті
5. Використати розв'язок у (4) для наближення рішення до межі кола, а потім перейти до кроку (2).

При наближенні розв'язків до перекритої частини,вони будуть однакові чи ми почали з квадрата чи з кола. 

## Оптимізовані методи Шварца
Швидкість зближення залежить як від величини перекриття між об'єктами, так і від граничних умов задачі. Підвищити швидкість зближення методів Шварца можна, вибравши відповідні граничні умови: ці методи називають оптимізованими методами Шварца. 

## Зовнішні посилання
- Solomentsev, E.D. (2001), alternating method Schwarz alternating method, у Hazewinkel, Michiel (ред.), Математична енциклопедія, Springer, ISBN 978-1-55608-010-4